# مرسيدس تشافيس جايمي
مرسيدس تشافيس جايمي (بالإسبانية: Mercedes Chaves Jaime)‏ هي عالمة نفس كولومبية، ولدت في 7 نوفمبر 1956 في La Uvita ‏ في كولومبيا، وتوفيت في 22 أغسطس 2005 في تونخا في كولومبيا.